# Seatuk
Seatuk är en ort i Azerbajdzjan.   Den ligger i distriktet Astara Rayonu, i den södra delen av landet, 230 km söder om huvudstaden Baku. Seatuk ligger 25 meter över havet och antalet invånare är 982.
Terrängen runt Seatuk är kuperad västerut, men österut är den platt. Närmaste större samhälle är Archivan, 5,3 km nordost om Seatuk.
I omgivningarna runt Seatuk växer huvudsakligen savannskog. Runt Seatuk är det ganska tätbefolkat, med 192 invånare per kvadratkilometer.